# Forsthof (Nürnberg)
Forsthof ist eine Wüstung im Statistischen Bezirk 11 der kreisfreien Stadt Nürnberg.

## Geographie
Die ehemalige Einöde befand sich auf einer Höhe von 312 m ü. NHN auf freier Flur am Fischbach. Im Südosten grenzte ein Waldgebiet an. 100 Meter westlich befand sich die Einöde Bleiweiß, 100 Meter östlich die Hallerhütte, 300 Meter nordöstlich das Hallerschloß. An der Stelle des Forsthofs befindet sich heute Haus Nr. 47 der Wilhelm-Späth-Straße.

## Geschichte
Gegen Ende des 18. Jahrhunderts gab es in Forsthof ein Anwesen. Das Hochgericht übte die Reichsstadt Nürnberg aus, was aber von den brandenburg-ansbachischen Oberämtern Cadolzburg und Burgthann bestritten wurde. Grundherr war das Waldamt Laurenzi der Reichsstadt Nürnberg.
Im Rahmen des Gemeindeedikts wurde Forsthof dem 1808 gebildeten Steuerdistrikt Gleißhammer und der im selben Jahr gegründeten Ruralgemeinde Gleißhammer zugeordnet. 1899 wurde Forsthof nach Nürnberg eingemeindet.

### Einwohnerentwicklung
| Jahr      | 001818 | 001824 | 001840 | 001861 | 001871 | 001885 |
| Einwohner | 20     | 26     | 22     | 41     | 47     | 74     |
| Häuser    | 2      | 2      | 2      |        |        | 4      |
| Quelle    | [ 5 ]  | [ 3 ]  | [ 6 ]  | [ 7 ]  | [ 8 ]  | [ 9 ]  |

## Religion
Der Ort war seit der Reformation überwiegend protestantisch. Ursprünglich waren die Einwohner evangelisch-lutherischer Konfession nach St. Lorenz (Nürnberg) gepfarrt, später nach St. Peter (Nürnberg).

## Weblink
- Forsthof in der Ortsdatenbank des bavarikon, abgerufen am 19. August 2021.